# Ричивул (Великопольське воєводство)
Ричивул (пол. Ryczywół, нім. Ritschenwalde) — село в Польщі, у гміні Ричивул Оборницького повіту Великопольського воєводства.
Населення — 2594 особи (2011).
У 1975-1998 роках село належало до Пільського воєводства.

## Демографія
Демографічна структура станом на 31 березня 2011 року:
|          | Загалом | Допрацездатний вік | Працездатний вік | Постпрацездатний вік |
| -------- | ------- | ------------------ | ---------------- | -------------------- |
| Чоловіки | 1268    | 293                | 878              | 97                   |
| Жінки    | 1326    | 255                | 832              | 239                  |
| Разом    | 2594    | 548                | 1710             | 336                  |